# Roncenay
Roncenay je francouzská obec v departementu Aube v regionu Grand Est. V roce 2012 zde žilo 142 obyvatel.

## Poloha
Sousední obce jsou: Assenay, Bouilly, Saint-Pouange, Saint-Jean-de-Bonneval, Villemereuil a Villy-le-Maréchal.

## Vývoj počtu obyvatel
Počet obyvatel